# أرز معمر
الأرز المعمر طبق أرز مصري مطهو يجمع بين الأرز والحليب ومنتجاته مثل والزبدة والقشطة، مما ينتج عنه وجبة كريمية. ويعد هذا الطبق غالبا في المناسبات الخاصة والتجمعات العائلية. 

## طريقة التحضير
لتحضير الأرز المعمر، يغسل الأرز قصير الحبة جيدًا ونقعه لإزالة النشا الزائد.ثم يخلط الأرز مع الحليب والزبدة وتضاف له أحيانا العجينة في طبق خبز، ويوضع في وعاء طيني تقليدي يُعرف باسم "بيرم". يضاف له الملح والفلفل للتتبيل. ويخبز الخليط في الفرن حتى يمتص الأرز السوائل ويتكون عليه قشرة ذهبية اللون في الأعلى. ويضاف له الدجاج أو اللحم مما يجعله وجبة أكثر ذات قيمة غذائية عالية.
وفي طرق التحضير الأخرى، يسخن الحليب مع التوابل مثل الهيل لإضفاء نكهات إضافية عليه قبل دمجه مع الأرز. ثم يُسكب الحليب المتبل فوق الأرز في طبق خبز مدهون بالزبدة، ويُخبز الخليط حتى يصبح الأرز طريًا ويصبح الجزء العلوي فقاعيًا وبنيًا.